# Gymnospermium sylvaticum
Gymnospermium sylvaticum là một loài thực vật có hoa trong họ Hoàng mộc. Loài này được (Freitag) Browicz mô tả khoa học đầu tiên năm 1973.